# Tachina bipartita
Tachina bipartita là một loài ruồi trong họ Tachinidae.